# 4773 Hayakawa
4773 Hayakawa eller 1989 WF är en asteroid i huvudbältet som upptäcktes den 17 november 1989 av de båda japanska astronomerna Kazuro Watanabe och Kin Endate vid Kitami-observatoriet. Den är uppkallad efter Kazuo Hayakawa.
Asteroiden har en diameter på ungefär 6 kilometer och den tillhör asteroidgruppen Astraea.